# アデル＝アナイス・コラン・トゥードゥーズ
アデル＝アナイス・コラン・トゥードゥーズ（Adèle-Anaïs Colin Toudouze、1822年3月22日 - 1899年8月15日）は、フランスの画家、イラストレーターである。19世紀に盛んに出版されるようになったファッション雑誌に、女性の衣装のイラストを描いた。

## 生涯
パリで生まれた。父親のアレクサンドル＝マリー・コランは画家であり、姉にイラストレーターになるエロイーズ（Héloïse Colin: 1819-1873:画家のAuguste Leloirと結婚）がいて、妹のロール(Laure Colin:結婚後はLaure Noël)と弟のポール＝アルフレッド(Paul-Alfred Colin: 1828-1878)も画家になった。

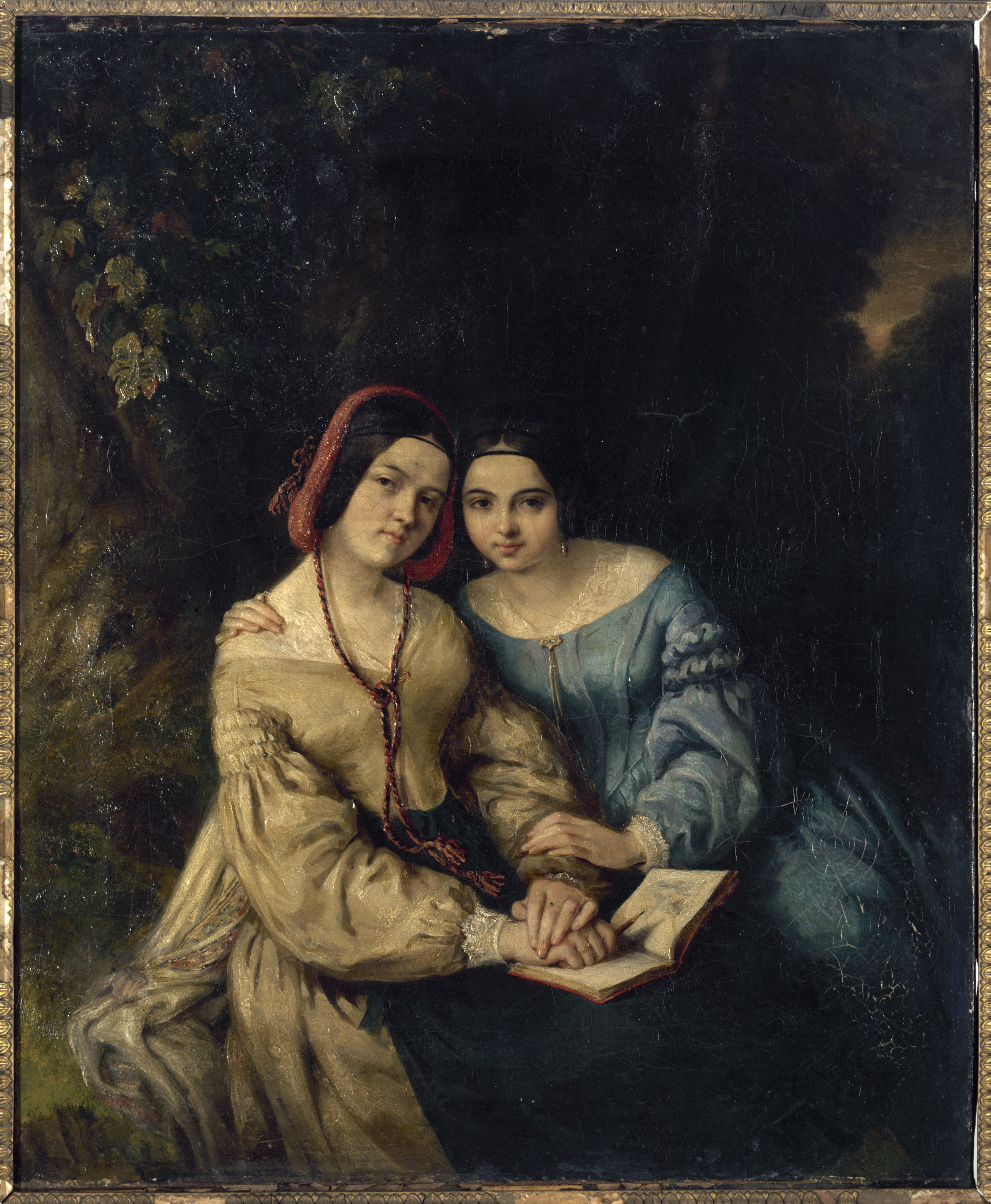
姉と合作した姉妹の自画像、2人がそれぞれ相手を描いた。(1836年)

父親は画家のウジェーヌ・ドラクロワやテオドール・ジェリコーや版画家、イラストレーター、雑誌編集者のポール・ガヴァルニと親しかった。アデル＝アナイス・コランは姉のエロイーズと、父親のスタジオで父親から絵を学んだ。姉妹は14歳から20歳になるまでにパリのサロンに出展し、メダルを受賞した。
1845年に建築家、水彩画家、版画家のガブリエル・トゥードゥーズ(Gabriel Toudouze: 1811-1854)と結婚し、3人の子供が生まれたが、夫は1854年に亡くなり、3人の子供を育てるために、ファッション雑誌や書籍の挿絵を描く仕事をした。
1830年頃から1870年頃まで、手彩色の版画が添えられたファッション雑誌は人気があり、姉のエロイーズやアデル＝アナイスに十分な仕事を得ることができた。アデル＝アナイス・コラン・トゥードゥーズはファッション雑誌、「Le Follet」、「 Le Conseiller des Dames et des Demoiselles」や「La Mode Illustrée」（1860年創刊）に作品を発表し、後にイギリスのファッション雑誌の挿絵も描き、また作品は版画集のかたちでも出版された。
息子の、ギュスターヴ・トゥードゥーズ(Gustave Toudouze: 1847-1904)は文学者になり、もう一人の息子、エドゥアール・トゥードゥーズ(1848-1907)は画家になり娘のイザベル・コラン(Isabelle Colin)は画家、ファッション・イラストレーターになった。

## 作品

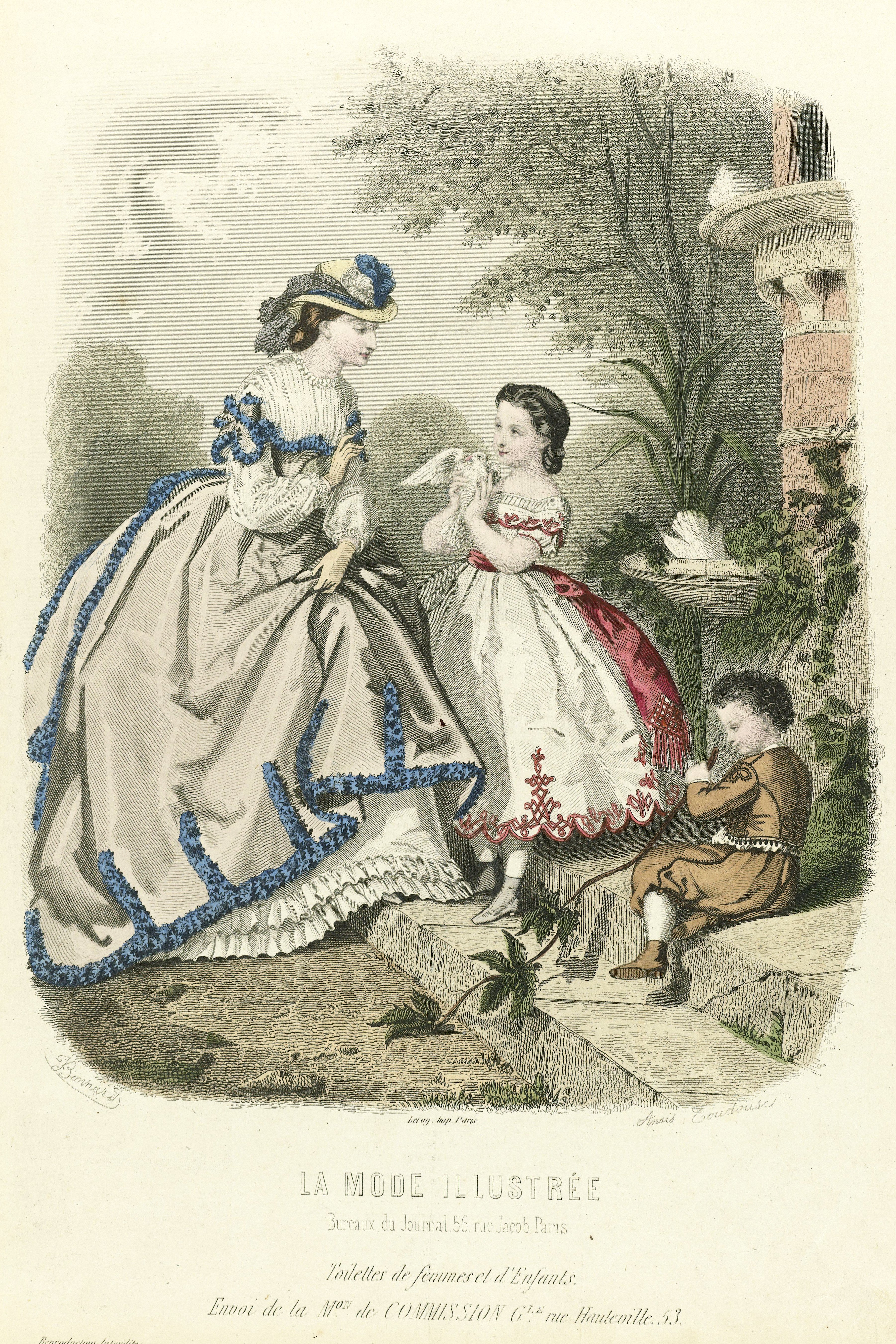
「La Mode Illustrée」挿絵
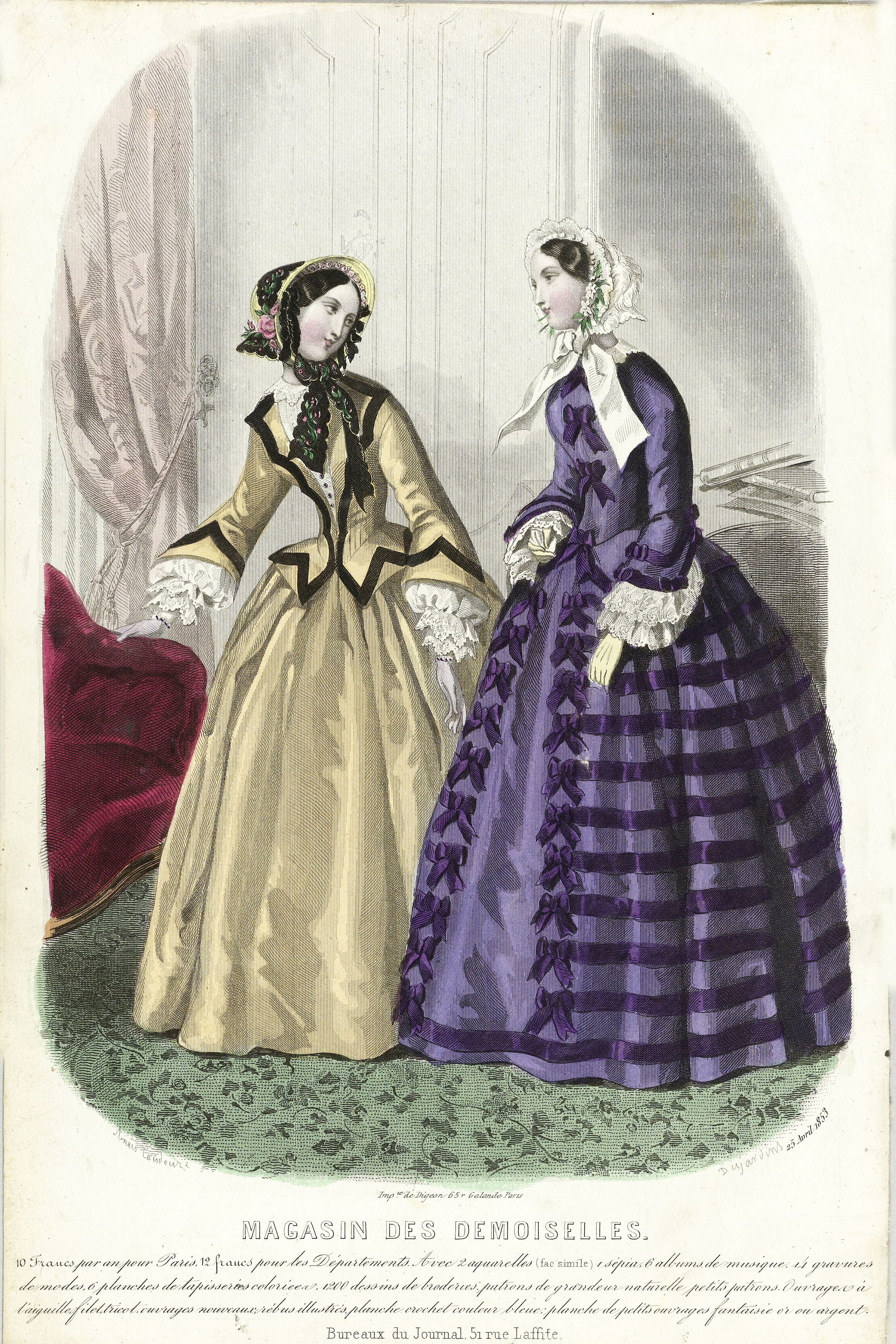
「Magasin des Demoiselles」挿絵
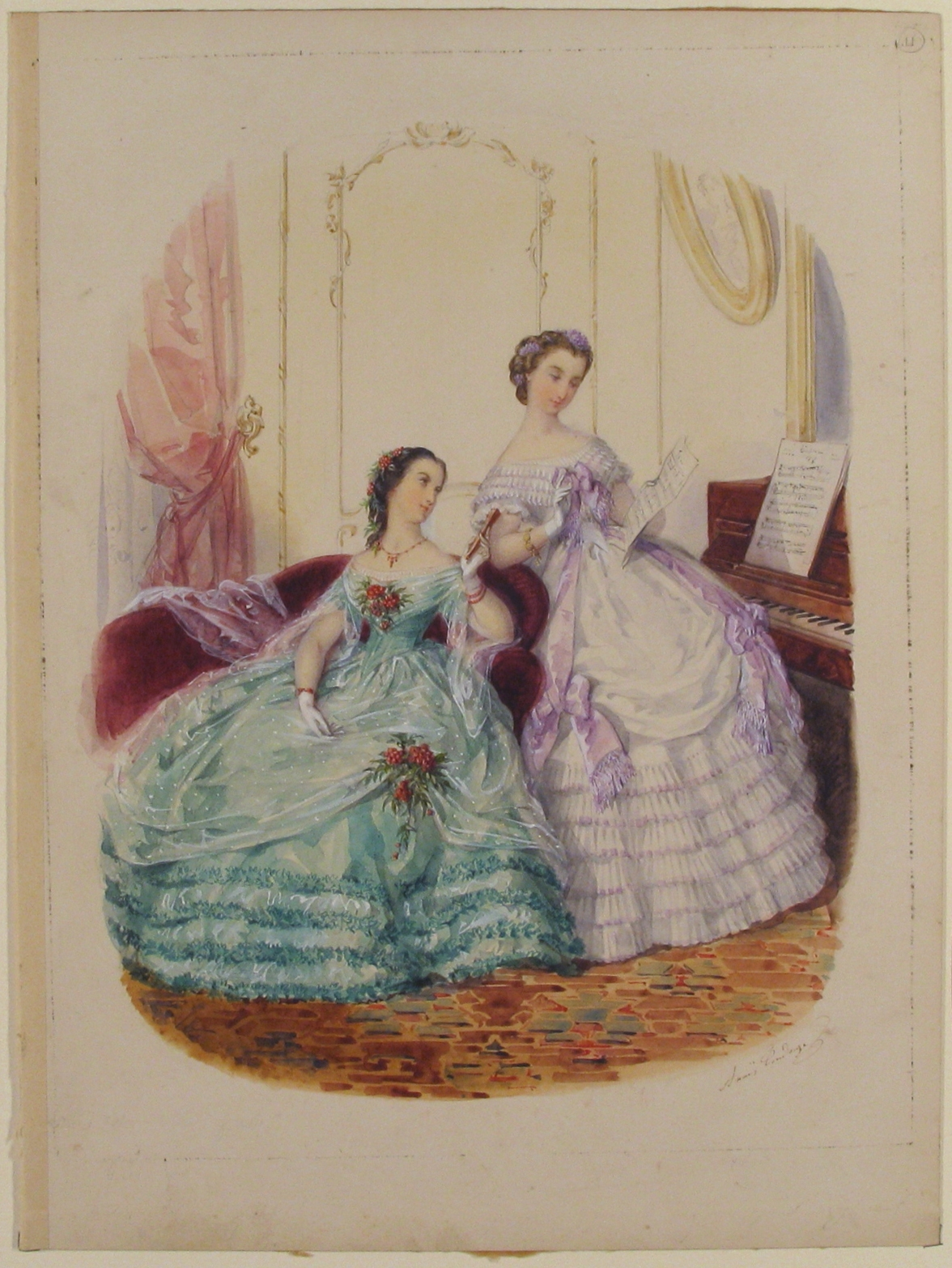
ファッション画
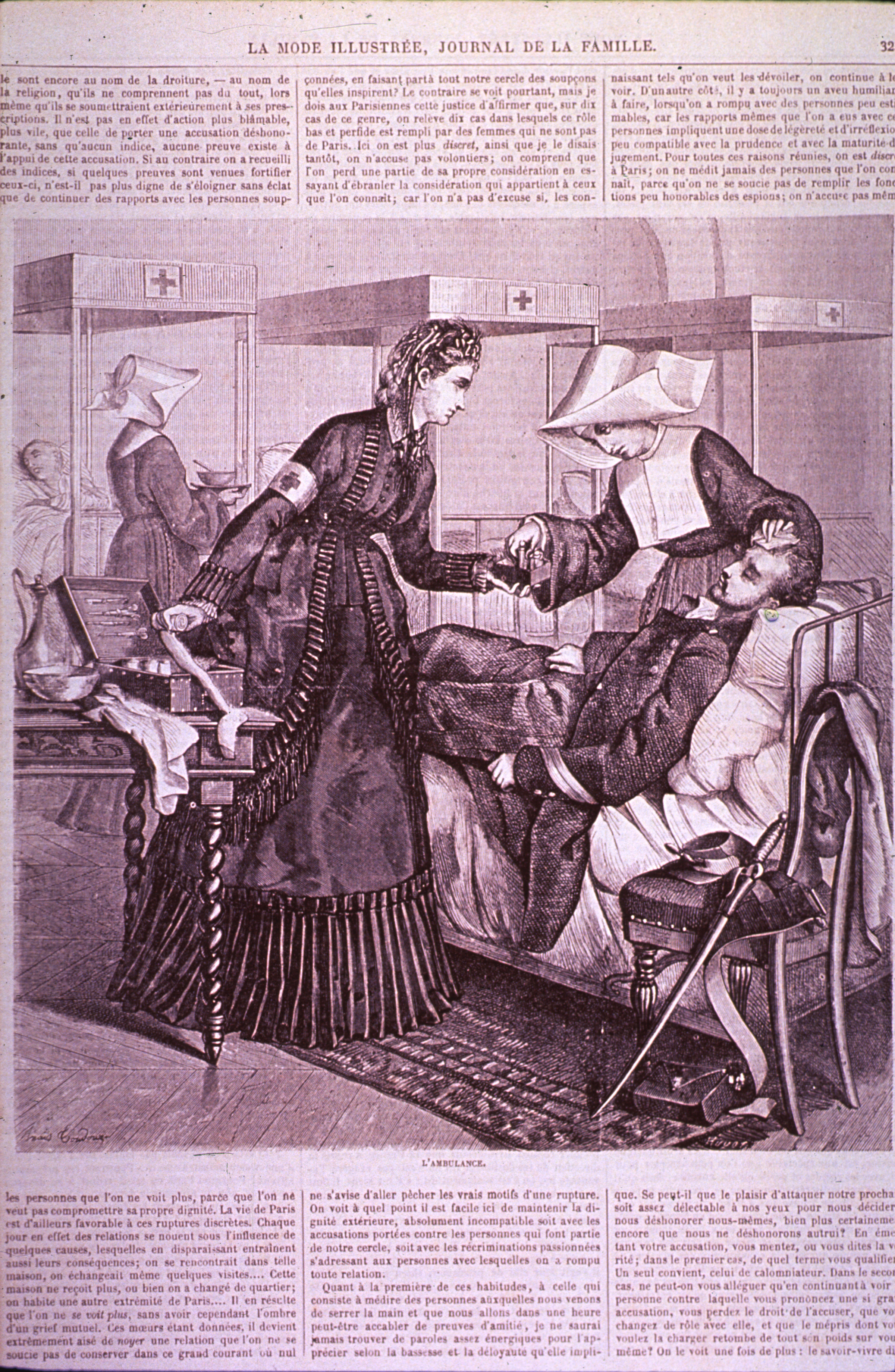
書籍挿絵、普仏戦争中の赤十字病院